# Stor-Öratjärnen (Älvros socken, Härjedalen)
Stor-Öratjärnen är en sjö i Härjedalens kommun i Härjedalen och ingår i Ljusnans huvudavrinningsområde. Sjön har en area på 0,063 kvadratkilometer och ligger 553,2 meter över havet.

## Delavrinningsområde
Stor-Öratjärnen ingår i det delavrinningsområde (687713-144482) som SMHI kallar för Mynnar i Hunnilan. Medelhöjden är 497 meter över havet och ytan är 8,6 kvadratkilometer. Det finns inga avrinningsområden uppströms utan avrinningsområdet är högsta punkten. Vattendraget som avvattnar avrinningsområdet har biflödesordning 3, vilket innebär att vattnet flödar genom totalt 3 vattendrag innan det når havet efter 224 kilometer. Avrinningsområdet består mestadels av skog (72 procent) och sankmarker (11 procent). Avrinningsområdet har 0,06 kvadratkilometer vattenytor vilket ger det en sjöprocent på 0,7 procent.